# 汤都圣婴堂
14°22′31″N 121°13′19″E / 14.3753°N 121.222°E
汤都圣婴堂（Sto. Niño de Tondo Parochial Church）是菲律宾进堂人数最多的教堂之一，位于马尼拉汤都区。
汤都圣婴节在1月的第三个星期日庆祝，是马尼拉参与人数最多的一个，不仅因为汤都区是该市人口最多、最贫穷的区，但也许是因为许多轶事都与汤都圣婴有关。很多人来参与河上巡游，因为昔日汤都拥有许多连接到马尼拉湾的许多水道和支流。教堂兴建在抬高的地面上，以防止海水淹没。
这是一座新古典主义建筑，内部空间长65米、宽22米、高17米。

## 历史
汤都修道院是西班牙人在吕宋岛建造的最早的建筑之一（1572年5月3日）。